# Arthur Feuerstein
Arthur William Feuerstein (20 de desembre de 1935 - 2 de febrer de 2022) va ser un Mestre d'escacs estatunidenc, i guanyador del primer campionat d'escacs de les Forces Armades dels EUA el 1960. Va representar els Estats Units dues vegades a les Olimpíades d'Estudiants de la FIDE.

## Primers anys i educació
L'any 1950, Feuerstein, que aleshores tenia 14 anys, va representar els EUA en el primer torneig mundial per invitació juvenil, celebrat a Birmingham, Anglaterra. Això es va convertir en el primer Campionat del Món oficial júnior, celebrat l'any següent i des de llavors. Aleshores, Feuerstein era estudiant a l'escola secundària William Howard Taft (Nova York) al Bronx, i acabava de començar a jugar als escacs un parell d'anys abans. Va representar la seva escola en el joc escolar de la ciutat, tant per equips com individual, i es va graduar el 1953. Va començar els seus estudis universitaris al Baruch College més tard aquell mateix any.
El 1956, Feuerstein va empatar en segon lloc al Campionat Júnior dels EUA a Filadèlfia, guanyat per Bobby Fischer; la partida entre ells acabà en taules. Als 21 anys, Feuerstein va guanyar el Campionat de Blitz Júnior dels Estats Units, deixant Fischer en segon lloc. La partida entre ells va acabar amb empat. Feuerstein va tenir un rècord de (+1−1=3) contra Fischer, Feuerstein va aconseguir una victòria contra Fischer al Greater New York City Open de 1956. Aquell mateix any, Feuerstein, en representació de Baruch, va ser el màxim puntuador al primer tauler al Campionat Panamericà Intercol·legial d'Escacs per Equips, a Filadèlfia.

## Bons resultats en esdeveniments importants
Feuerstein va puntuar 6,5/11, per empatar als llocs 3r-4t, en el 3r torneig Rosenwald Trophy de 1956, a Nova York, que va ser el campionat dels EUA 'de facto'; l'esdeveniment va ser guanyat pel GM Samuel Reshevsky. Posteriorment, el 1957-58, Feuerstein va puntuar 6,5/13, per un 6è-8è lloc compartit, al Campionat dels EUA, a Nova York, guanyat per Fischer.

## Representa els EUA en competicions per equips, i campió de les Forces Armades
El 1957, Feuerstein va ser seleccionat, juntament amb l'MI William Lombardy, Edmar Mednis, Anthony Saidy i el reserva Robert Sobel, per jugar al Quart Campionat Mundial d'Escacs d'Estudiants a Reykjavík, on l'equip dels Estats Units va ocupar la cinquena posició. Feuerstein, al tercer tauler, va puntuar (+5, =1, -5). L'any següent, el mateix equip va ser escollit per tornar a representar els EUA, a Varna, on va quedar sisè. Feuerstein, al quart tauler aquesta vegada, va puntuar (+5, =2, -2). Va conèixer la seva futura esposa Alice en aquest esdeveniment.
Feuerstein es va unir a l'exèrcit dels Estats Units el 1958, després de graduar-se a la Universitat de la Ciutat de Nova York, al Baruch College, en negocis.
El 1960, el primer campionat d'escacs de les Forces Armades dels Estats Units es va celebrar a l'American Legion Hall of Flags a Washington, DC. Hi havia 12 participants convidats. El capità de la Força Aèria John Hudson i l'SP4 de l'exèrcit Feuerstein van empatar al primer lloc. Hudson va ser bombarder-navegador de bombarders B-52 i un antic campió amateur dels EUA. Feuerstein estava estacionat a París en aquell moment.
Tot i que Feuerstein no va rebre mai un títol internacional d'escacs, sí que va fer dues puntuacions del torneig als esdeveniments del títol de Nova York, el 1956 i el 1957-58, a aquest nivell o molt a prop. El seu resultat de Varna de 1958 també està a prop d'aquest nivell. Les classificacions internacionals d'escacs encara no existien en el moment en què estava fent els seus millors resultats, però el lloc web chessmetrics.com, que valora els esdeveniments històrics i els jugadors de manera retrospectiva utilitzant fórmules similars a les utilitzades per als càlculs actuals, assigna a Feuerstein una qualificació de 2559 cap al juny de 1957, bo per al número 86 del món, i dins de l'estàndard de Mestre Internacional actual. Quan es van introduir les classificacions de la FIDE el 1970, Feuerstein havia obtingut una qualificació de 2350.

## Accident de cotxe, recuperació
El 1973, Feuerstein es va veure implicat en un accident de cotxe que el va deixar en coma durant sis setmanes. Quan es va recuperar, no era capaç de parlar massa bé anglès, però sí que recordava com es jugava als escacs. Va continuar jugant als escacs després de l'accident i, de fet, va ser classificat com un dels 10 millors jugadors del seu grup d'edat al món quan tenia 65 anys.
Feuerstein va morir a Mahwah, Nova Jersey, el 2 de febrer de 2022, als 86 anys. Va patir càncer de pàncrees i fetge abans de la seva mort.